# Robert Gillet (diplomate)
Pour les autres membres de la famille, voir Famille Gillet.
Pour les articles homonymes, voir Robert Gillet et Gillet.
Robert Gillet, né le 17 avril 1912 à Lyon (Rhône) et mort le 23 novembre 2003, est un diplomate français.

## Biographie

### Famille
Il est le fils de Charles Gillet (1879-1972), industriel.

### Études
- Lycée Ampère à Lyon.
- Université d’Oxford.
- Faculté de droit de Paris.
- Faculté des lettres de Paris.
- Diplômé de l’École libre des sciences politiques.
- Licencié ès lettres et en droit.

### Carrière[1]
- 1941 : Attaché d’ambassade à Ankara.
- Août 1942 : rejoint la France Libre (révoqué par Vichy).
- 1943 : Chef de section du commissariat aux affaires étrangères (Alger).
- 1945 : Secrétaire d’ambassade.
- 1948 : Sous-directeur à la direction des affaires économiques et financières.
- 1951 : Conseiller d’ambassade à Madrid.
- 1953 : Conseiller d’ambassade au Caire.
- août - septembre 1955 : Conseiller à Rabat du gouvernement chérifien.
- 1955 - 1957 : Ministre du haut-commissariat de France puis à l’ambassade de France à Tunis.
- 1956 : Ministre plénipotentiaire.
- 1957 - 1958 : Conseiller technique au cabinet de Christian Pineau (ministre des Affaires étrangères).
- 1958 - 1962 : Directeur de cabinet de Maurice Couve de Murville (ministre des Affaires étrangères).
- 1964 : Directeur adjoint des affaires politiques à l’administration centrale du ministère des Affaires étrangères.
- 1965 - 1969 : Ambassadeur de France au Maroc.
- 1970 - 1976 : Ambassadeur de France en Espagne.
- 30 janvier 1976 : Élevé à la dignité d’Ambassadeur de France[2].

### Château de Galleville
En 1984 il devient, par héritage avec son épouse Aliette de Pracomtal, propriétaire du château de Galleville à Doudeville.

## Décorations

### Décorations officielles
- Officier de la Légion d'honneur
- Commandeur de l'ordre national du Mérite
- Croix de guerre 1939–1945
- Commandeur de l’ordre de l'Étoile noire